# As-Suchna
Koordinaten: 34° 53′ 12,5″ N, 38° 52′ 19,5″ O
As-Suchna (arabisch السخنة, DMG as-Suḫna ‚Die Heiße‘) ist eine Kleinstadt in Zentralsyrien, die 2004 16.173 Einwohner zählte. Der 460 m über dem Meeresspiegel gelegene Ort gehört zum Gouvernement Homs. Er liegt im Distrikt Tadmur und lebt überwiegend von den Gasvorkommen der Region und vom Handel mit den umwohnenden Beduinen.

## Geschichte
Als eine muslimische Armee 634 Arak, ein Oasendorf, eroberte, überzeugte die Bewohner von as-Suchna die friedliche Übernahme der dortigen Macht davon, den Invasoren keinen Widerstand zu leisten und ihnen Zutritt zu gewähren.
1225 beschreibt der Geograf Yaqut al-Hamawi die Stadt als kleine Stadt in der syrischen Wüste, zwischen Damaskus und ar-Raqqa gelegen, wo neben den Quellen Palmen wachsen. Ibn Battūta beschreibt die Stadt zwischen Ar Rahbah Malik ibn Tauk und Tadmur als „schön“. Doch waren nach seiner Beschreibung die meisten Einwohner „ungläubige Christen“. Der Name „die Heiße“ komme von den dortigen heißen Quellen. Es gab Badehäuser für Männer und Frauen. Das Wasser wurde zum Kühlen auf die Häuser gebracht.
Im 17. und 18. Jahrhundert wurde die Stadt zu einem Handelszentrum für die umwohnenden Beduinenstämme. Dabei dominierten die Sawachina, die Leute von as-Suchna, den Handel mit den 'Anizzah, einer Stammeskonföderation. Sie handelten mit Kamelen, Pferden, Alkaliasche und Leder, Weizen, Kleidern, Waffen und Werkzeugen.
Mit dem Aufstieg von Deir ez-Zor verlor as-Suchna seine ökonomische Dominanz, wenn auch der Handel mit den 'Umur und den Sba'a, zwei Gruppen der 'Anizzah, bis 2015 florierte.
Am 13. Mai 2015 eroberten Milizen des Islamischen Staats die Region im Zusammenhang mit einem Angriff auf Tadmur und Palmyra. Während der Schlacht um die Stadt verloren die syrischen Truppen 70 Männer, der IS 40. Etwa 1800 Familien flohen nach Tadmur. Der IS ließ nach dem Einmarsch 26 Zivilisten exekutieren, von denen zehn enthauptet wurden. Mit der Eroberung konnte die Organisation ihre Finanzierung mit Hilfe der Gasfelder von Arak, Al Hail, Najib Zubyyat und von as-Suchna verbessern.
Im Oktober 2015 kamen bei einem russischen Luftangriff 35 bis 40 IS-Anhänger ums Leben. Auslöser für den ersten Angriff nach dem Waffenstillstand vom Februar 2016 war nach russischen Angaben der Tod zweier Hubschrauberpiloten, eines Syrers und eines Russen, am 8. Juli 2016. Mit der Eroberung Palmyras durch die syrische Armee Ende März 2016, die mit Hilfe der russischen Luftwaffe gelang, wurde auch as-Suchna erneut angegriffen, das aus strategischen Gründen zu diesem Zeitpunkt von erheblicher Bedeutung war, da mit seiner Eroberung das Gebiet des IS geteilt wurde. Am 6. August 2017 eroberten syrische Regierungstruppen die Stadt nach SOHR-Angaben vom IS zurück.